# غبارنجا

غبارنجا هي مدينة تقع في ليبيريا شمال شرق العاصمة مونروفيا، كانت مركز تشارلز تايلور خلال الحرب الأهلية الليبيرية الأولى.